# Набережная Ольгина пруда
На́бережная О́льгина пруда́ — пешеходная улица в Петергофе (Петродворцовый район Санкт-Петербурга). Расположена в Новом Петергофе и проходит от Торговой площади до Самсониевской улицы.

## История

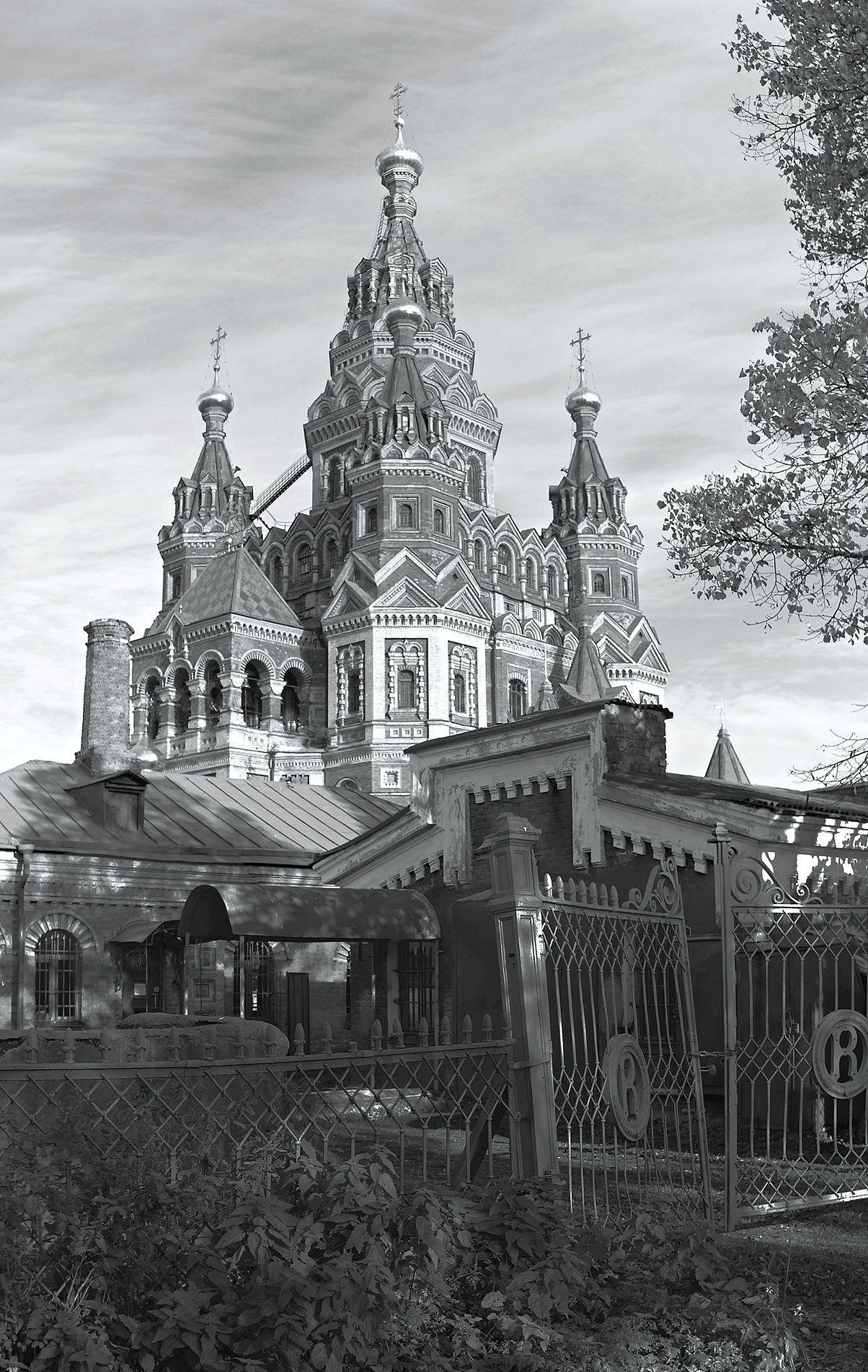
Вид на Собор Петра и Павла с Набережной Ольгина пруда

Улица получила название Набережная улица в 1841 году, поскольку проходит вдоль берега Ольгина пруда.
В 1920-е годы была переименована в набережную Ольгина пруда.

## Пересечения
- Краснопрудский канал
- Ксеньевская улица
- Правленская улица
- Сампсониевский канал